# Banca Carige
Banca Carige (acroniem van Cassa di Risparmio di Genova e Imperia) is een Italiaanse bank.

## Activiteiten
Banca Carige is een kleine bank in Italië. In 2017 had het een balanstotaal van 25 miljard euro en telde ruim 4600 medewerkers. Het had per 31 december 2017 in totaal 529 kantoren, waarvan een in het buitenland, in het Franse Nice. Rond Genua, in Ligurië, zijn de meeste kantoren gevestigd. De bank heeft veel leningen die niet of niet op tijd worden afgelost. In 2016, 2017 en 2018 leed de bank een cumulatief verlies van 1000 miljoen euro, vooral door afboekingen op de uitstaande leningen. 
De aandelen staan sinds januari 1995 genoteerd aan de Borsa Italiana. De grootste aandeelhouder is Malacalza Investimenti van de gelijknamige familie. Zij hadden per eind 2017 ruim 20% van de aandelen in handen.

## Geschiedenis
De Banca Carige werd in 1483 opgericht als "berg van barmhartigheid van Genua". De Banca Carige groep bestaat uit: Banca Carige Italia, Cassa di Risparmio di Savona, Cassa di Risparmio di Carrara, Banca del Monte di Lucca, 
Banca Cesare Ponti, Carige Assicurazioni en Creditis Servizi Finanziari S.p.A..
De bank kwam in 2013 in de financiële problemen en werd in de loop der jaren geherstructureerd. De bank kreeg een bail-out van de Fondo Interbancario di Tutela dei Depositi in november 2018. In december 2018 werd een kapitaalsverhoging niet doorgevoerd door de aandeelhouders, waarop de Europese Centrale Bank in januari 2019 de controle over de bank heeft overgenomen.
In februari 2019 werden de plannen voor 2019-2013 bekend gemaakt. De bank wil 100 kantoren sluiten waarbij 1050 medewerkers hun baan gaan verliezen om daarmee de kosten te verlagen. Verder wordt voor 630 miljoen euro aan nieuw kapitaal aangetrokken om de balans gezond te maken.